# Anthropology
Anthropology est un morceau de jazz écrit par le saxophoniste Charlie Parker, le trompettiste Dizzy Gillespie et Joe Bishop en 1946.
Le thème, de forme AABA, compte 32 mesures, basé sur l'anatole.
Très tôt devenu un standard du bebop, Anthropology a été enregistré entre 1946 et 1951 plus de sept fois par Charlie Parker et trois fois par Dizzy Gillespie.
Anthropology a entre autres été enregistré par Don Byas, Tadd Dameron, Barry Harris, Peter Herbolzheimer (en), Clifford Jordan, Brad Mehldau, James Moody, Gerry Mulligan, Art Pepper (sur les albums The Complete Village Vanguard Sessions, Art Pepper+Eleven : Modern Jazz Classics), Ira Sullivan (en), Lucky Thompson et Claude Thornhill.